# Giuse Trần Văn Toản
Giuse Trần Văn Toản (sinh ngày 7 tháng 4 năm 1955) là một giám mục Công giáo người Việt Nam. Ông hiện đảm nhận vai trò giám mục chính tòa Giáo phận Long Xuyên (từ năm 2019) và là người thứ 4 đảm nhận cương vị này. Trong Hội đồng Giám mục Việt Nam, ông hiện đảm trách vai trò Chủ tịch Ủy ban Giáo dân thuộc Hội đồng Giám mục Việt Nam nhiệm kỳ 2022 – 2025 và Phó Chủ tịch Ủy ban Bác ái – Xã hội (Caritas Việt Nam).
Trần Văn Toản sinh năm 1955 tại Quảng Nam, có song thân là người gốc Thái Bình. Từ năm 1966, chủng sinh Toản tu học tại nhiều chủng viện cũng như cơ sở đào tạo giáo sĩ Công giáo cho đến năm 1988 thì được truyền chức phó tế. Bốn năm sau đó, phó tế Toản được thụ phong linh mục, là linh mục Giáo phận Long Xuyên. Sau một thời gian ngắn thi hành tác vụ linh mục tại giáo phận, năm 1999, linh mục Toản được cử đi du học tại Philippines trong khoảng thời gian sáu năm và tốt nghiệp với văn bằng Tiến sĩ Giáo dục. Trở về Việt Nam, ông đảm nhận nhiều chức vụ khác nhau trong giáo phận, một trong số đó là chức Giám đốc Trung tâm Mục vụ Giáo phận Long Xuyên.
Ngày 5 tháng 4 năm 2014, Giáo hoàng Phanxicô bổ nhiệm linh mục Giuse Trần Văn Toản làm Giám mục phụ tá Giáo phận Long Xuyên, với hiệu tòa Acalisso. Ông chọn khẩu hiệu: "Vinh dự của tôi là thập giá Chúa Giêsu Kitô". Lễ tấn phong giám mục được tổ chức vào ngày 29 tháng 5 năm 2014 với phần nghi thức truyền chức được cử hành bởi chủ phong là Giám mục Giuse Trần Xuân Tiếu, hai Giám mục Stêphanô Tri Bửu Thiên và Giuse Vũ Duy Thống trong vai trò phụ phong.
Tháng 8 năm 2017, Giám mục Trần Văn Toản được bổ nhiệm làm giám mục phó Giáo phận Long Xuyên. Hơn một năm sau đó, ông kế vị chức giám mục chính tòa Long Xuyên sau khi Giáo hoàng Phanxicô chấp thuận đơn từ nhiệm của Giám mục Trần Xuân Tiếu vào ngày 23 tháng 2 năm 2019.

## Thân thế và thiếu thời
Giám mục Trần Văn Toản sinh ngày 7 tháng 4 năm 1955 tại thành phố Tam Kỳ, tỉnh Quảng Nam, trên đường di cư vào Nam của song thân. Cậu bé Toản được nhận bí tích Rửa Tội bảy ngày sau đó tại Nhà thờ Tam Kỳ, tỉnh Quảng Nam. Ông là con cả của ông Đa Minh Trần Văn Tiên (1925-2023) và bà Maria Trần Thị Chỉ, đều là người gốc giáo họ An Tiêm, giáo xứ Thượng Phúc, xã Thụy Sơn, huyện Thái Thụy, tỉnh Thái Bình, thuộc Giáo phận Thái Bình. Một số nguồn tin ghi nhận ông sinh tại Thái Bình, nhưng đăng ký khai sinh tại Quảng Nam. Trước sinh khi Trần Văn Toản, song thân ông lâm cảnh hiếm muộn và đã dùng lời khấn hứa với bà Maria rằng sẽ dâng hiến con mình cho bà nếu được bà phù trợ. Nghi thức dâng hiến được thực hiện tại La Vang vào năm 1959, khi cậu bé Toản lên bốn tuổi. Cậu cũng là cháu trai trưởng (đích tôn) trong gia đình.
Gia đình Trần Văn Toản sau đó di cư vào Nam, định cư tại Giáo họ Bình Cát – Kênh B1 Huyện Vĩnh Thạnh, Cần Thơ. Chính tại nhà thờ Bình Cát, cậu bé Toản được cử hành nghi thức Bí tích Thánh Thể ngày 8 tháng 12 năm 1961. Là cháu trai trưởng, từ nhỏ đến năm 7 tuổi, Trần Văn Toản sinh hoạt cùng bà nội và cô chú. Các sinh hoạt tôn giáo trong gia đình qua hình thức đạo đức bình dân như cầu nguyện, lần chuỗi Mân Côi, tham gia lễ và đọc các kinh bổn Công giáo,... đã ảnh hưởng lớn đến cậu bé Toản. Các sinh hoạt tôn giáo từ thuở nhỏ này vẫn còn ảnh hưởng đối với Trần Văn Toản cho đến ngày nay, thông qua việc ông vẫn thực hiện các việc các sinh hoạt tôn giáo: lần chuỗi, đọc các kinh riêng biệt theo ngày, các hình thức ngắm... vốn là các việc đã quen làm từ thuở thiếu thời.
Năm 1962, Bình Cát không còn được công nhận là một giáo xứ, không có linh mục thường trú và trường học tạm đóng cửa, cậu bé Trần Văn Toản được đưa đến sống cùng cha mẹ, lúc này đang cư ngụ tại giáo xứ Thái Bình, Xóm Mới, Gò Vấp, Sài Gòn. Cậu sau đó rời khỏi gia đình, trở thành giúp lễ tại giáo xứ Long Phước Thôn, hỗ trợ linh mục Phêrô Trần Gia Vĩnh. Năm 1964, bà nội dẫn cậu bé Toản đến gặp linh mục chính xứ Thái Bình là Đa Minh Đinh An Khang nhằm đề nghị cho cậu theo con đường tu trì. Cậu sau đó được cho gia nhập nhóm các trẻ giúp lễ của giáo xứ. Trong vai trò giúp lễ, cậu thường xuyên được tiếp xúc với các câu chuyện về các thánh tử đạo Việt Nam. Nhận ra sự siêng năng dự lễ và tham dự lễ từ sớm để lắng nghe các câu chuyện về thánh tử đạo, linh mục chính xứ nhận định Trần Văn Toản có đường hướng tu trì nên quyết định hướng dẫn cậu thi vào chủng viện. Trần Văn Toản lãnh nhận Bí tích Thêm sức vào ngày 26 tháng 12 năm 1965 tại nhà thờ giáo xứ Thái Bình.

## Thời kỳ tu học
Ước nguyện của bà nội Trần Văn Toản là mong cháu trai của mình trở thành linh mục. Bản thân Trần Văn Toản cũng thừa nhận đây là động lực lớn nhất khiến ông hoàn thành hành trình tu học. Con đường tu học của Trần Văn Toản bắt đầu khi gia đình chấp nhận cho cậu bé Trần Văn Toản theo học tại Tiểu chủng viện Á Thánh Phụng, Châu Đốc vào năm 1966. Trong chuyến hành hương đầu tiên tại Tiểu chủng viện đến thăm giáo xứ Cù Lao Giêng, vốn là quê quán thánh tử đạo Công giáo Emmanuel Lê Văn Phụng và giáo xứ của thánh Phêrô Đoàn Công Quí. Dịp này, cậu chủng sinh nhỏ tuổi cũng được đến thăm mộ phần thánh Quí tại phần đất gia đình của thánh này. Sau biến cố này, cậu quyết định dành ngày thứ ba trong tuần và tháng 9 để tôn kính các thánh tử đạo Việt Nam. Trần Văn Toản giữ thói quen này cho đến ngày nay.
Sau bốn năm tu học, năm 1970, chủng sinh Trần Văn Toản tiếp tục con đường tu trì bằng việc nhập học tại Tiểu chủng viện Têrêxa, Long Xuyên. Sau khoảng thời gian được đào tạo tại Tiểu chủng viện, trong thời gian từ 1974 đến năm 1975, cậu học Triết học tại Đại chủng viện Thánh Tôma Long Xuyên sau đó tiếp tục theo học môn học này tại Đài Đức Mẹ Tân Hiệp cho đến năm 1976.
Từ năm 1976 đến năm 1980, chủng sinh Trần Văn Toản theo học thần học tại Tòa Giám mục Long Xuyên. Thời gian học gián đoạn trong 2 năm, từ năm 1977 đến 1979. Trong thời gian này, chủng sinh Toản được phân công về hỗ trợ mục vụ (quen gọi là giúp xứ) tại giáo xứ Môi Khôi, Láng Sen, Thạnh Quới. Sau khi hoàn tất chương trình đào tạo linh mục vào năm 1980, chủng sinh Toản tiếp tục công việc hỗ trợ mục vụ tại giáo xứ Môi Khôi. Năm 1980, gia đình Trần Văn Toản làm theo lời đề nghị của cậu, chuyển nhà ở từ Kênh B đến khu vực Láng Sen, để hỗ trợ cho con đường tu trì của con trai. Gia đình sau đó rời khỏi địa điểm này khi chủng sinh Toản được truyền chức linh mục.
Với độ tuổi 20 và thiếu sự hỗ trợ từ các linh mục và các linh mục giáo sư chủng viện, chủng sinh Trần Văn Toản quyết định gắn bó với đời sống giáo dân: thăm viếng giáo dân và người dân, làm ruộng, trồng rau, đay, mía giống. Chủng sinh Toản cũng mở các địa điểm để thanh niên và thiếu nhi chơi thể thao, thiết lập ca đoàn cho giới trẻ. Ngoài ra, cậu cũng thường tham gia các sinh hoạt của người dân không theo Công giáo, trong các hoạt động thường nhật cũng như các sự việc hiếu hỉ.
Năm 1988, Giám mục phó Long Xuyên Gioan Baotixita Bùi Tuần nhận thấy nhu cầu cần có linh mục và yêu cầu linh mục Trần Văn Toản làm đơn xin chính quyền cho được thụ phong linh mục. Chính quyền quyết định không chấp nhận cho chủng sinh Toản được thụ phong linh mục. Ngày 28 tháng 11 năm 1988, chủng sinh Trần Văn Toản được lãnh nhận chức phó tế, do giám mục chủ phong là Giám mục Bùi Tuần. Sau khi lãnh nhận chức Phó tế, Trần Văn Toản thi hành các công tác mục vụ tại xứ Môi Khôi cho đến ngày chịu chức linh mục. Việc truyền chức phó tế cho chủng sinh Toản là biện pháp tình thế do việc truyền chức này không cần xin phép chính quyền.
Sau một lần đọc được bản tin trên báo Tuổi trẻ nói về thế hệ trẻ năm 2000 vào năm 1990, phó tế Toản quyết định học Anh ngữ để làm gương cho giới trẻ trong giáo xứ và lần lượt đat các trình độ văn bằng A, B, C. Liên tục hai năm 1989 và 1990, Phó tế Trần Văn Toản tiếp tục làm đơn xin được truyền chức nhưng không được chấp nhận. Sau ba lần đơn xin bị bác bỏ, chính quyền chấp nhận cho phó tế Trần Văn Toản được thụ phong linh mục, theo đơn xin lần thứ tư của phó tế này vào năm 1991. Trong thời kỳ phụ giúp mục vụ tại Môi Khôi với tư cách là một phó tế và sau sự kiện tuyên thánh các thánh tử đạo Việt Nam năm 1988, cùng với linh mục chính xứ Giuse Nguyễn Hưng, Trần Văn Toản tích cực cổ võ sự tôn kính các thánh tử đạo này trong giáo xứ.

## Linh mục
Sau quá trình tu học dài hạn, Phó tế Giuse Trần Văn Toản được phong chức linh mục. Ngày 16 tháng 1 năm 1992, Trần Văn Toản được cử hành nghi thức truyền chức linh mục, do vị chủ phong là Giám mục Gioan Baotixita Bùi Tuần. Khẩu hiệu linh mục của ông là Đức Kitô đã vâng lời cho đến chết và chết trên thập giá. Sau khi được truyền chức linh mục, linh mục Toản được bổ nhiệm làm linh mục phó giáo xứ Môi Khôi. Trên thực tế, giáo xứ này vào thời điểm đó chỉ có một linh mục lớn tuổi đã hồi hưu, được ngầm định vai trò linh mục chính xứ.
Giáo phận Long Xuyên nhận được tài trợ học bổng du học Philippines trong khoảng thời gian sáu tháng, giám mục giáo phận cử linh mục Trần Văn Toản, vốn có trình độ ngoại ngữ đi du học. Sau quá trình xin hộ chiếu kéo dài 3 năm 6 tháng bắt đầu từ năm 1996, linh mục Toản được cấp hộ chiếu. Các linh mục khác cho rằng vì thời gian xin hộ chiếu kéo dài nên sẽ lãng phí nếu chỉ theo học một khóa học 6 tháng. Vì vậy, linh mục Toản được giám mục chấp thuận cho du học dài hạn tại Philippines.
Năm 1999, linh mục Trần Văn Toản theo học tại Học viện Mục vụ Đông Á (East Asian Pastoral Institute) thuộc dòng tên ở Manila, Philippines. Một năm sau, ông theo học tại Đại học De La Salle, Manila và tốt nghiệp năm 2005 với bằng Tiến sĩ về giáo dục. Sau khi trở về Việt Nam, ông được bổ nhiệm làm giám đốc Trung tâm Mục vụ Giáo phận Long Xuyên, giáo sư Đại chủng viện Thánh Quý cần Thơ (từ năm 2009) và giáo sư Đại Chủng viện Piô X, Đà Lạt. Ngoài các nhiệm vụ trên, linh mục Trần Văn Toản còn đảm trách vai trò phục vụ tại Tòa Giám mục Long Xuyên, phụ trách dự tu Giáo phận Long Xuyên, điều phối sinh hoạt của các Ủy ban và các ban mục vụ, điều hướng các đoàn thể đạo đức hoạt động trong Giáo phận Long Xuyên.
Năm 2010, nhân dịp kỷ niệm 50 thành lập Giáo phận Long Xuyên, giám mục Giuse Trần Xuân Tiếu ngỏ lời với linh mục đoàn giáo phận về việc ông mong muốn có một giám mục phụ tá. Các linh mục đã bày tỏ sự tín nhiệm với linh mục Trần Văn Toản. Năm 2012, linh mục Toản bày tỏ mong muốn chuyển sang làm linh mục dòng, trở thành một đan sĩ dòng Đơn Dương Đà Lạt với Giám mục Tiếu và linh mục linh hướng của mình. Sau khi cầu nguyện, ông quyết định ở lại Giáo phận Long Xuyên và bày tỏ mong muốn sẽ hỗ trợ Giám mục Trần Xuân Tiếu đến khi giám mục này hồi hưu. Ông cũng đề nghị Giám mục Tiếu chọn một linh mục đi du học để thay Linh mục Toản đảm trách vai trò quản lý dự tu Giáo phận Long Xuyên. Trần Văn Toản quyết định lên kế hoạch gia nhập dòng Đơn Dương sau khi Giám mục Trần Xuân Tiếu hồi hưu.

## Giám mục

### Giám mục phụ tá Long Xuyên
Ngày 5 tháng 4 năm 2014, Giáo hoàng Phanxicô bổ nhiệm linh mục Giuse Trần Văn Toản làm Giám mục phụ tá Giáo phận Long Xuyên, với hiệu tòa Acalisso (tiếng Latinh: Acalissensi). Sau khi tin bổ nhiệm chính thức được công bố, nguyên Giám mục chính tòa Gioan Baotixita Bùi Tuần quyết định trao tặng thánh giá đeo ngực mà ông được giáo hoàng Gioan Phaolô II tặng lại cho giám mục tân cử. Giám mục chính tòa Trần Xuân Tiếu, trong văn thư công bố tân giám mục phụ tá, gọi việc bổ nhiệm này là niềm vui chung của giáo phận và cách đặc biệt với cá nhân Giám mục Tiếu. Về phía chính quyền, nhận được tin bổ nhiệm, Phó Trưởng ban Tôn giáo Chính phủ Việt Nam, ông Dương Ngọc Tấn và Ban Tôn giáo chính phủ tỉnh An Giang đã đến Tòa Giám mục Long Xuyên gửi lời chức mừng đến tân giám mục phụ tá.
Tân giám mục chọn cho mình khẩu hiệu: "Vinh dự của tôi là thập giá Chúa Giêsu Kitô". Trong bối cảnh trả lời phỏng vấn với hãng truyền thông Công giáo VietCatholic, Giám mục Trần Văn Toản công bố ý nghĩa huy hiệu của mình như sau:
| “ | Huy hiệu giám mục của tôi có nền là cánh đồng lúa chín vàng, biểu hiện cho cánh đồng trù phú và thẳng cánh cò bay của miền đồng bằng sông Cửu Long, như đang đợi chờ đoàn người thợ gặt được Chủ ruộng (Thiên Chúa) sai đến, và tôi là một người trong tập thể thừa sai này. Phía trên là ảnh Chúa Chuộc Tội, biểu hiện cho lý tưởng trong khẩu hiệu giám mục của tôi. Ở giữa là tấm bánh được bẻ ra. Hai nửa tấm bánh có màu trắng và màu đỏ biểu hiện cho nước và máu từ cạnh sườn Chúa trên Thập Giá. Tấm Bánh được bẻ ra là biểu hiện thánh lễ tôi hiệp thông với Chúa và với Giáo hội trên bàn thờ, nối kết với thánh lễ tôi hiệp thông với cộng đồng dân Chúa và dân chúng trong cuộc đời... Phía dưới là chữ M là viết tắt của chữ Misa (Mass–Thánh lễ), chữ Missio (Mission–Sứ vụ Truyền giáo) và chữ Maria (Mary–Mẹ Maria)."' | ” |

Lễ tấn phong giám mục cho Giám mục Tân cử Trần Văn Toản được tổ chức ngày 29 tháng 5 năm 2014 tại nhà thờ Đài Đức Mẹ Tân Hiệp, với phần nghi thức truyền chức được cử hành bởi chủ phong là Giám mục Giuse Trần Xuân Tiếu và hai giám mục là Giám mục Giáo phận Cần Thơ Stêphanô Tri Bửu Thiên và Giám mục Giáo phận Phan Thiết Giuse Vũ Duy Thống đảm nhận vai trò phụ phong. Ngoài các giáo sĩ trên, lễ truyền chức còn có sự tham dự và đồng tế của Đại diện Tòa Thánh là Tổng giám mục Leopoldo Girelli, 21 giám mục đến từ các giáo phận thuộc Việt Nam, hơn 300 linh mục. Số giáo dân tham dự ước tính nằm trong khoảng từ 10 đến 15 nghìn người.
Ngày 18 tháng 9 năm 2014, Giám mục Trần Văn Toản cùng ba giám mục người Việt khác là Anphongsô Nguyễn Hữu Long, Giuse Đinh Đức Đạo và Phêrô Nguyễn Văn Viên tiếp kiến giáo hoàng Phanxicô trong khuôn khổ cuộc tiếp kiến chung của 94 tân giám mục thuộc các quốc gia truyền giáo. Cuộc tiếp kiến này nằm trong bối cảnh các tân giám mục đã tham dự khóa bồi dưỡng kéo dài hai tuần tổ chức tại Rôma. Kể từ tháng 10 năm 2014, các công việc mục vụ Giáo phận Long Xuyên được bàn giao cho Giám mục Trần Văn Toản. Lý do của sự bàn giao này là Giám mục Trần Xuân Tiếu gặp vấn đề về sức khỏe.

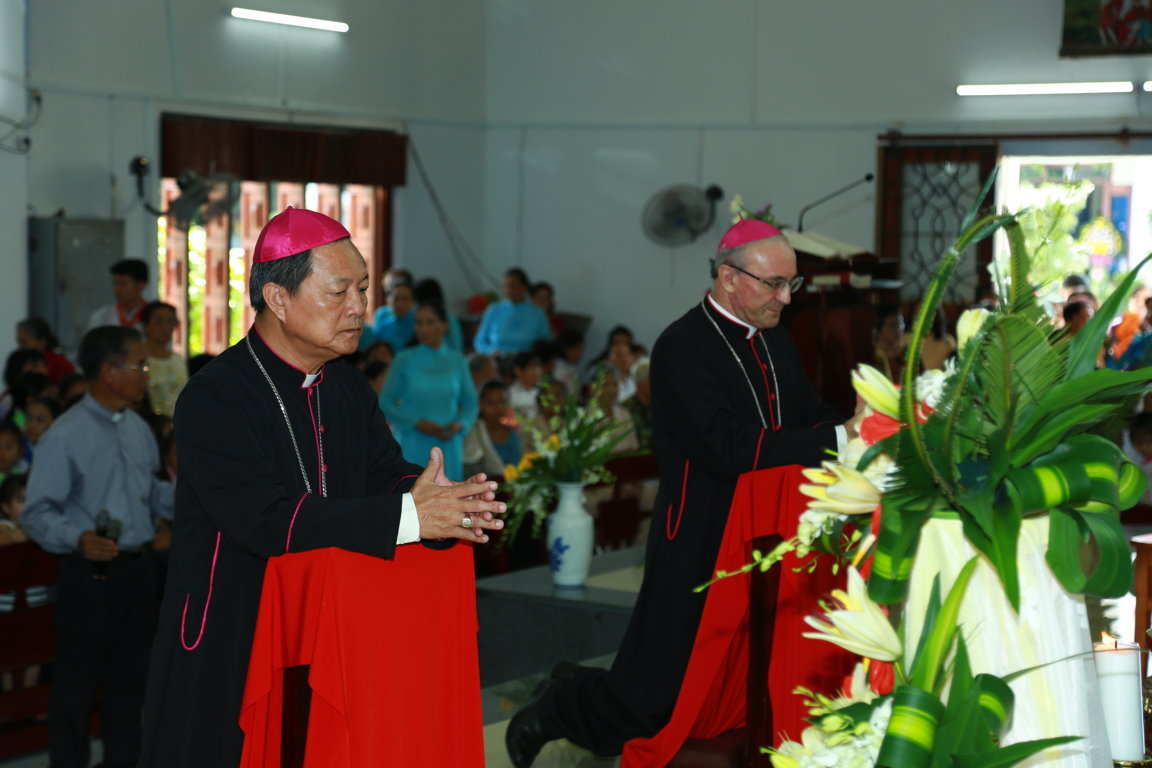
Giám mục Trần Văn Toản đón tiếp Tổng giám mục Leopoldo Girelli trong chuyến thăm mục vụ năm 2016

Ngày 27 tháng 1 năm 2015, các giám mục đương nhiệm và tiền nhiệm của Giáo phận Long Xuyên là Trần Văn Toản, Trần Xuân Tiếu và Bùi Tuần đã có cuộc gặp thân mật với Chủ tịch nước Việt Nam là ông Trương Tấn Sang. Phái đoàn Chủ tịch nước đến thăm Tòa Giám mục Long Xuyên còn có các ông Phạm Dũng–Thứ trưởng Bộ Nội vụ, Trưởng ban Tôn giáo Chính phủ, ông Dương Ngọc Tấn, Phó trưởng ban Tôn giáo Chính phủ cùng nhiều viên chức chính quyền khác. Trong kỳ đại hội XIII của Hội đồng Giám mục Việt Nam tổ chức đầu tháng 10 năm 2016, các giám mục trong hội đồng đã bầu chọn Giám mục Trần Văn Toản đảm nhận vai trò Chủ tịch Ủy ban Giáo dân nhiệm kỳ 2016–2019.
Trong các sinh hoạt mục vụ, Giám mục Trần Văn Toản chọn và ưu tiên các việc thăm viếng: thăm các linh mục, đặc biệt là các linh mục tại vùng khó khăn hoặc đang đau bệnh; thăm viếng giáo dân già yếu, bất hạnh trong các chuyến đi cử hành Bí tích Thêm Sức và thăm các gia đình giáo dân đang lâm cảnh tang chế trong lộ trình di chuyển. Giám mục Toản mong muốn xây dựng tình liên đới với giáo dân. Ông cho biết lý tưởng sống của mình chịu ảnh hưởng từ bà nội.

### Giám mục phó Long Xuyên
Cuối năm 2015, Giám mục Trần Xuân Tiếu đệ trình Tòa Thánh Vatican, xin bổ nhiệm Giám mục phụ tá Trần Văn Toản làm giám mục phó Giáo phận Long Xuyên. Tháng 1 năm 2017, Tổng giám mục Leopoldo Girelli, đại diện Tòa Thánh không thường trú tại Việt Nam thực hiện công tác gửi thư đến một số linh mục thuộc Giáo phận Long Xuyên nhằm đề nghị các linh mục chọn lựa ứng viên cho chức giám mục phó giáo phận. Trước tình trang Giáo phận Phan Thiết trống tòa kể từ tháng 3 năm 2017 sau khi Giám mục Giuse Vũ Duy Thống qua đời và Giáo phận Thanh Hóa cũng trong tình trạng trống tòa, một số giáo sĩ có thẩm quyền mong muốn chọn Giám mục Trần Văn Toản làm giám mục chính tòa Giáo phận Phan Thiết hoặc Giáo phận Thanh Hóa. Đáp từ một giáo sĩ về việc chọn lựa thi hành mục vụ ở Giáo phận Long Xuyên hoặc Phan Thiết, Giám mục Toản cho biết ông chọn sự vâng phục quyết định của giáo hoàng. Trước những thông tin đồn đoán về việc Giám mục Trần Văn Toản sẽ trở thành giám mục chính tòa Phan Thiết, một đại diện được đề cử đến từ Giáo phận Phan Thiết đã có cuộc gặp với Giám mục Toản và đề nghị ông đừng từ chối đảm nhận vai trò giám mục Phan Thiết.
Ngày 10 tháng 8 năm 2017, Tổng giám mục Girelli thông báo cho Giám mục Trần Văn Toản nhằm hỏi ý kiến ông về việc chấp thuận bổ nhiệm làm giám mục phó Long Xuyên. Giám mục Toản hồi đáp chấp thuận việc bổ nhiệm này. Tin tức bổ nhiệm ban đầu được dự tính công bố vào ngày 19 tháng 8, nhưng sau đó Tổng giám mục Girelli thông báo hoãn ngày công bố thông qua một cuộc gọi đến Giám mục Toản vào sáng ngày 18 tháng 8. Theo thông báo mới, tin tức việc bổ nhiệm được công bố chính thức vào ngày 25 tháng 8 năm 2017. Tuy được yêu cầu giữ bí mật, nhưng thông tin về việc bổ nhiệm đã bị rò rỉ trước đó và tân giám mục phó nhận được nhiều lời chúc mừng qua thư điện tử, tin nhắn và điện thoại.
Ngày 25 tháng 8 năm 2017, Tòa Thánh công bố việc bổ nhiệm Giám mục Trần Văn Toản làm giám mục phó Giáo phận Long Xuyên với quyền kế vị Giám mục chính tòa Giuse Trần Xuân Tiếu. Cùng với tin bổ nhiệm trên, Tòa Thánh cũng công bố bổ nhiệm tân Giám mục phụ tá Tổng giáo phận Thành phố Hồ Chí Minh Louis Nguyễn Anh Tuấn. Sau khi Tòa Thánh công bố việc bổ nhiệm, Tòa Giám mục Long Xuyên công bố thư hiệp thông của Giám mục Giuse Trần Xuân Tiếu. Trong thư, giám mục này kêu gọi các thành phần Công giáo thuộc Giáo phận Long Xuyên cầu nguyện cho tân giám mục phó. Trả lời phỏng vấn từ báo Công giáo và Dân tộc, Giám mục Trần Văn Toản nêu cảm nhận về tin bổ nhiệm này: Qua sự bổ nhiệm, tôi được yêu cầu đón nhận Giáo phận Long Xuyên vào trong cuộc đời mình để phục vụ như một người nô bộc. Nhân dịp trả lời phỏng vấn, ông gửi lời cảm ơn đến các đoàn thể giáo phận và chính quyền tỉnh An Giang đã gửi nhiều lời chúc mừng, khích lệ và sự cộng tác.
Nhận được tin bổ nhiệm, nhiều phái đoàn từ chính quyền đã có nhiều buổi gặp gỡ để chúc mừng Giám mục Trần Văn Toản trong cương vị mới. Các cuộc gặp gồm: cuộc gặp của Ban Tôn giáo tỉnh An Giang dẫn đầu bởi ông Nguyễn Tiếc Hùng vào ngày 26 tháng 8 và cuộc gặp của Ban Dân vận Trung ương, dẫn đầu bởi bà Trương Thị Mai vào ngày 30 tháng 8. Giám mục Trần Văn Toản bày tỏ niềm vui của mình trong cuộc gặp ngày 30 tháng 8. Ông cho biết niềm vui của mình xuất phát từ ba yếu tố: Long Xuyên là nơi ông sinh trưởng, thi hành tác vụ linh mục và giám mục, ông yêu mến sự bình dị, chân tình và mang tính miệt vườn của người miền Tây và ông mong muốn được hỗ trợ những người khó khăn.
Giám mục Trần Văn Toản nhận trả lời phỏng vấn báo Người Công giáo Việt Nam. Trước câu hỏi với văn bằng Tiến sĩ Giáo dục, ông sẽ làm gì để cài thiện tình hình giáo dục của Giáo hội nói riêng và Việt Nam nói chung, Giám mục Toản cho rằng vấn đề này mang tầm vóc quốc gia và mang tính dài lâu. Ông bày tỏ trông chờ sự xã hội hóa nền giáo dục của chính quyền. Giám mục Trần Văn Toản bày tỏ quan điểm rằng các tôn giáo mong muốn góp phần vào sự nghiệp giáo dục; giáo phận khuyến khích các tu sĩ, giáo sĩ và giáo dân tham gia sự nghiệp gáo dục và giáo phận tổ chức nhiều sinh hoạt cho giới trẻ và ngoài mục đích giáo dục về giáo lý Công giáo, còn có giáo dục nhân bản. Nói về chủ đề Giám mục Toản có cảm thấy khó khăn trong vấn đề truyền giáo khi giáo phận chỉ có số giáo dân bằng 1/20 tổng số dân cư trên địa bàn, Giám mục Toản cho rằng các tôn giáo tại đây có mối tương quan hài hòa, do đó ông không cảm thấy có trở ngại.

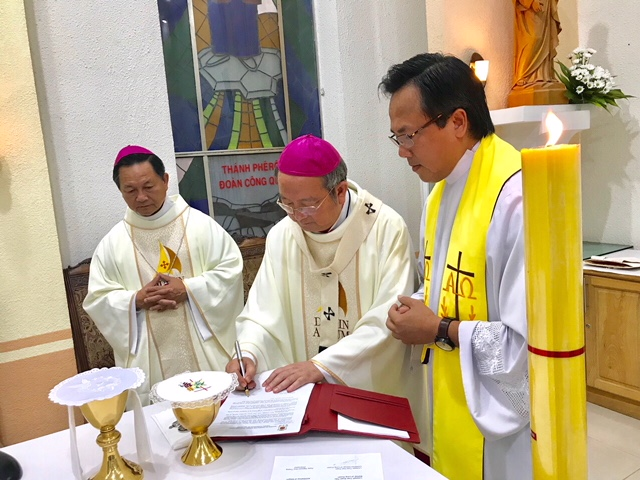
Nghi thức ký nhận tông sắc bổ nhiệm giám mục phó. Giám mục Trần Văn Toản (trái) và Tổng giám mục Phaolô Bùi Văn Đọc (giữa)

Trung tuần tháng 9 năm 2017, Giám mục Trần Văn Toản lần đầu tiên găp mặt các linh mục đặc trách Ủy ban Giáo dân. Các cuộc gặp được sắp xếp cho từng giáo tỉnh. Trong khuôn khổ Đại hội kỷ niệm mừng 50 năm thành lập phong trào Cursillo Việt Nam từ ngày 19 đến ngày 21 tháng 10 tại Trung tâm Thánh Mẫu La Vang, Tổng giáo phận Huế, Giám mục Trần Văn Toản chủ sự nghi thức lên đường trong lễ bế mạc vào ngày cuối cùng của sự kiện.
Lễ nhậm chức giám mục phó của Giám mục Trần Văn Toản được tổ chức vào ngày 23 tháng 10 năm 2017, trong khuôn khổ tuần cầu nguyện và hội họp của Ban Tư vấn Giáo phận Long Xuyên. Phần nghi thức trao Tông sắc bổ nhiệm được làm chứng bởi Tổng giám mục Phaolô Bùi Văn Đọc, trưởng Giáo tỉnh Sài Gòn. Ngày 31 tháng 12, ông tham gia và có bài phát biểu tại cuộc họp mặt Đồng hành cùng Mẹ của Liên đoàn Thiếu Nhi Thánh Thể Giáo phận Long Xuyên tại Trung tâm Hành hương Đài Đức Mẹ Tân Hiệp. Cuộc họp mặt diễn ra trong bối cảnh nhằm kỷ niệm 100 năm Đức Mẹ Fatima và 100 năm thành lập phong trào Thiếu Nhi Thánh Thể thế giới.
Giám mục Trần Văn Toản tham gia chuyến viếng thăm bổn phận giám mục Ad Limina của Hội đồng Giám mục Việt Nam kéo dài từ ngày 2 đến ngày 11 tháng 3 năm 2018. Trong khuôn khổ chuyến viếng thăm, ông đã có dịp tiếp kiến Giáo hoàng Phanxicô vào ngày 5 tháng 3 cùng với các giám mục Việt Nam khác trong Hội đồng.

### Giám mục chính tòa Long Xuyên
Ngày 25 tháng 1 năm 2019, Đại diện Tòa Thánh không thường trú tại Việt Nam Tổng giám mục Marek Zalewski báo tin với Giám mục Trần Văn Toản thông tin Tòa Thánh đã chấp thuận đơn từ nhiệm của Giám mục Trần Xuân Tiếu. Tòa Thánh loan báo Giáo hoàng Phanxicô chính thức chấp thuận đơn xin hồi hưu của Giám mục chính tòa Giáo phận Long Xuyên Giuse Trần Xuân Tiếu vào ngày 23 tháng 2 năm 2019. Với cương vị giám mục phó, Giám mục Trần Văn Toản chính thức kế vị vai trò giám mục chính tòa Long Xuyên. Trong bức thư đầu tiên trên cương vị giám mục chính tòa, được đề ngày 24 tháng 2, Giám mục Trần Văn Toản gửi lời cảm ơn đến các giám mục tiền nhiệm đã gầy dựng và phát triển giáo phận, tạo cơ sở cho ông kế thừa. Đồng thời, ông bày tỏ mong muốn GIám mục tiền nhiệm Trần Xuân Tiếu tiếp tục ở lại giáo phận để hỗ trợ, đồng hành trong các dịp trọng đại, các thánh lễ trong giáo phận. Trong bức thư này, Giám mục Toản cũng nêu lên mong muốn tổ chức các lễ kỷ niệm cho Giám mục Tiếu và công bố việc bổ nhiệm các nhân sự trong Giáo phận Long Xuyên, đa phần tái bổ nhiệm các vị trí từ thời giám mục tiền nhiệm.

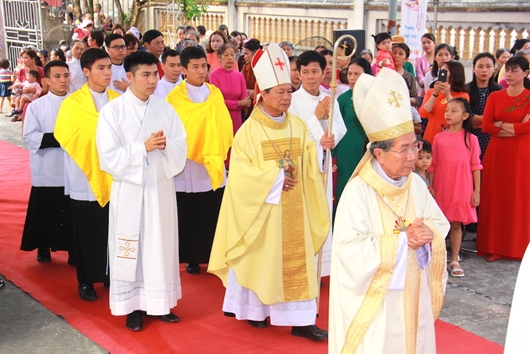
Thánh lễ Tạ ơn tại Giáo họ An Tiêm, giáo xứ Thượng Phúc, Giáo phận Thái Bình

Với mong muốn đơn giản hóa các nghi lễ, sau khi tham khảo Giáo luật Công giáo và các linh mục giáo phận, Giám mục Trần Văn Toản quyết định không cử hành lễ nhậm chức giám mục chính tòa. Thay cho sự kiện này, giáo phận quyết định tổ chức lễ tạ ơn vào ngày 16 tháng 3 năm 2019 nhằm tri ân nguyên giám mục Trần Xuân Tiếu. Giám mục Trần Văn Toản có cuộc phỏng vấn với báo Công giáo và Dân tộc vài ngày sau khi được công bố kế vị. Nói về chủ đề thuận lợi và khó khăn trong công cuộc truyền giáo, Giám mục Toản cho rằng giáo phận có nhiều thuận lợi: giáo dân không bị nghi kỵ và được đón nhận trong đời sống; số người chưa biết đến Công giáo còn nhiều và giáo phận có truyền thống lâu đời trong vấn đề truyền giáo, kể từ Giám mục Tiên khởi Micae Nguyễn Khắc Ngữ. Trả lời câu hỏi về định hướng quản lý giáo phận, Giám mục Trần Văn Toản cho biết ông chú trọng 3 định hướng tu đức: Giáo hội là mầu nhiệm, là hiệp thông và là sứ vụ, từ đó có 5 ưu tiên mục vụ: đào tạo hàng giáo sĩ, giáo dân, truyền giáo, từ thiện xã hội (bác ái) và tham gia công tác đào tạo con người. Ngày 23 tháng 3 cùng năm, ông cử hành lễ tạ ơn tại nguyên quán là giáo họ An Tiêm, giáo xứ Thượng Phúc, giáo phận Thái Bình. Đồng tế có Giám mục Thái Bình Phêrô Nguyễn Văn Đệ và khoảng trên 20 linh mục.
Các giám mục Việt Nam từ 27 giáo phận tiến hành họp Đại hội XIV Hội đồng Giám mục Việt Nam tại Trung tâm Mục vụ giáo phận Hải Phòng vào cuối tháng 9 và đầu tháng 10 năm 2019. Trong khuôn khổ đại hội, các giám mục đã sắp xếp và bầu chọn nhân sự trong hội đồng. Kết quả, các giám mục tiếp tục chọn Giám mục Trần Văn Toản đảm trách vai trò Chủ tịch Ủy ban Giáo dân thuộc Hội đồng Giám mục trong nhiệm kỳ 2019–2022.> Trong năm kỷ niệm 60 năm thành lập Giáo phận Long Xuyên, Giám mục Trần Văn Toản kêu gọi giáo dân giáo phận trong ba định hướng Sống mầu nhiệm Chúa Kitô - Xây dựng gia đình Thiên Chúa và Phục vụ con người. Ông đề nghị cộng đoàn giáo dân "hiệp thông đồng trách nhiệm" với giáo phận thông qua các hoạt động tìm hiểu về giáo phận, cử hành các việc đạo đức bình dân, từ thiện xã hội - bác ái và truyền bá đức tin Công giáo.
Với sự ảnh hưởng của Đại dịch COVID-19, Giám mục Trần Văn Toản gửi nhiều thư mục vụ đến giáo dân Giáo phận Long Xuyên nhằm điều chỉnh các sinh hoạt tôn giáo nhằm phòng tránh lây lan dịch bệnh. Đại diện Tòa Giám mục Long Xuyên, linh mục Chưởng ấn Nguyễn Văn Kiệt đã ra thông cáo nhằm nhắc nhở các giáo sĩ, tu sĩ và giáo dân giáo phận có nội dung nói về các thánh lễ Công giáo, các sinh hoạt khác và các cử hành bí tích Công giáo. Lá thư mục vụ này được công bố ngày 17 tháng 2 năm 2020. Nội dung lá thư mục vụ được ấn ký ngày 21 tháng 3 năm 2020 bởi Giám mục Trần Văn Toản loan tin giám mục giáo phận chưa chấp nhận tạm dừng các thánh lễ Công giáo trên địa bàn lãnh thổ giáo phận, nhắc nhở các giáo xứ và giáo dân thực hiện các biện pháp nhằm tránh lây lan dịch bệnh. Về cử hành nghi thức bí tích Hòa Giải, Giám mục Toản không cho phép cử hành nghi thức "tập thể". Ngoài ra, giám mục Long Xuyên cũng đề cập đến các sinh hoạt Tuần Thánh trong giáo phận và việc thực hành các nghi thức tôn giáo gọi là đạo đức bình dân. Trong thông báo được Giám mục Trần Văn Toản ấn ký năm ngày sau đó, ngày 26 tháng 3 năm 2020, ông loan báo tạm dừng các sinh hoạt tôn giáo trên địa bàn Giáo phận Long Xuyên. Về các thánh lễ, ông cho phép bỏ luật buộc tham dự các đại lễ, khuyến khích giáo dân dự lễ trực tuyến, thực hiện các sinh hoạt tôn giáo trong gia đình và đồng thuận mở cửa các nhà thờ để giáo dân đến cầu nguyện. Về cử hành các bí tích, linh mục chỉ được cử hành khi có lý do chính đáng, giới hạn các nghi lễ an táng,... Kết thư, Giám mục Trần Văn Toản kêu gọi giáo dân cảm nhận sự mỏng manh của thân phận con người trong hoàn cảnh dịch bệnh đang hoành hành, kêu gọi các linh mục biết hy sinh thân mình cho giáo hữu.
Sau khi nhận được các văn bản từ Văn phòng chính phủ và Ban Tôn giáo Chính phủ Việt Nam ngày 8 tháng 5 năm 2020, Giám mục Trần Văn Toản viết thư thông cáo mới trong tình hình dịch bệnh. Ông quyết định kể từ 15 giờ chiều ngày 9 tháng 5, các sinh hoạt tôn giáo trong Giáo phận Long Xuyên trở lại bình thường. Trong lá thư thông cáo này, giám mục Toản dành nhiều nội dung để nhắc nhở các giáo dân: cộng tác với mọi người nhằm tránh lây nhiễm dịch bệnh và các hoạt đông tôn giáo như tích cực tham dự lễ, tham gia việc cử hành các bí tích, việc học giáo lý, việc cầu nguyện và đọc kinh tại gia đình, hỗ trợ những người khó khăn do bệnh dịch. Các hoạt động tại giáo phận, Giám mục Toản hướng dẫn thi hành theo thư hướng dẫn của Hội đồng Giám mục về thi hành mục vụ hậu đại dịch.
Các giám mục Việt Nam từ 27 giáo phận họp Đại hội XV Hội đồng Giám mục Việt Nam tại trung tâm Mục vụ Tổng giáo phận Hà Nội vào đầu tháng 10 năm 2022. Trong khuôn khổ đại hội, các giám mục đã sắp xếp và bầu chọn nhân sự trong hội đồng và tiếp tục chọn Giám mục Trần Văn Toản đảm trách vai trò Chủ tịch Uỷ ban Giáo dân trực thuộc Hội đồng Giám mục trong nhiệm kỳ 2022 – 2025.

## Tông truyền
Giám mục Giuse Trần Văn Toản được tấn phong giám mục năm 2014, thời Giáo hoàng Phanxicô, bởi:
- Chủ phong: Giuse Trần Xuân Tiếu, giám mục chính tòa Giáo phận Long Xuyên.
- Phụ phong: Giám mục Stêphanô Tri Bửu Thiên, giám mục chính tòa Giáo phận Cần Thơ và Giám mục Giáo phận Phan Thiết Giuse Vũ Duy Thống.

Giám mục Giuse Trần Văn Toản là Giám mục phụ phong cho giám mục:
- Năm 2022, giám mục Đa Minh Đặng Văn Cầu, hiện đang là Giám mục chính tòa Giáo phận Thái Bình.

Dưới đây là sơ đồ tính Tông truyền từ giám mục Việt Nam đầu tiên được giám mục ngoại quốc chủ phong cho đến đời Giám mục Trần Văn Toản.